# Mayflower Village (Kalifornija)
Mayflower Village je naseljeno područje za statističke svrhe u američkoj saveznoj državi Kalifornija. Prema popisu stanovništva iz 2010. u njemu je živjelo 5.515 stanovnika.